# Cuprat

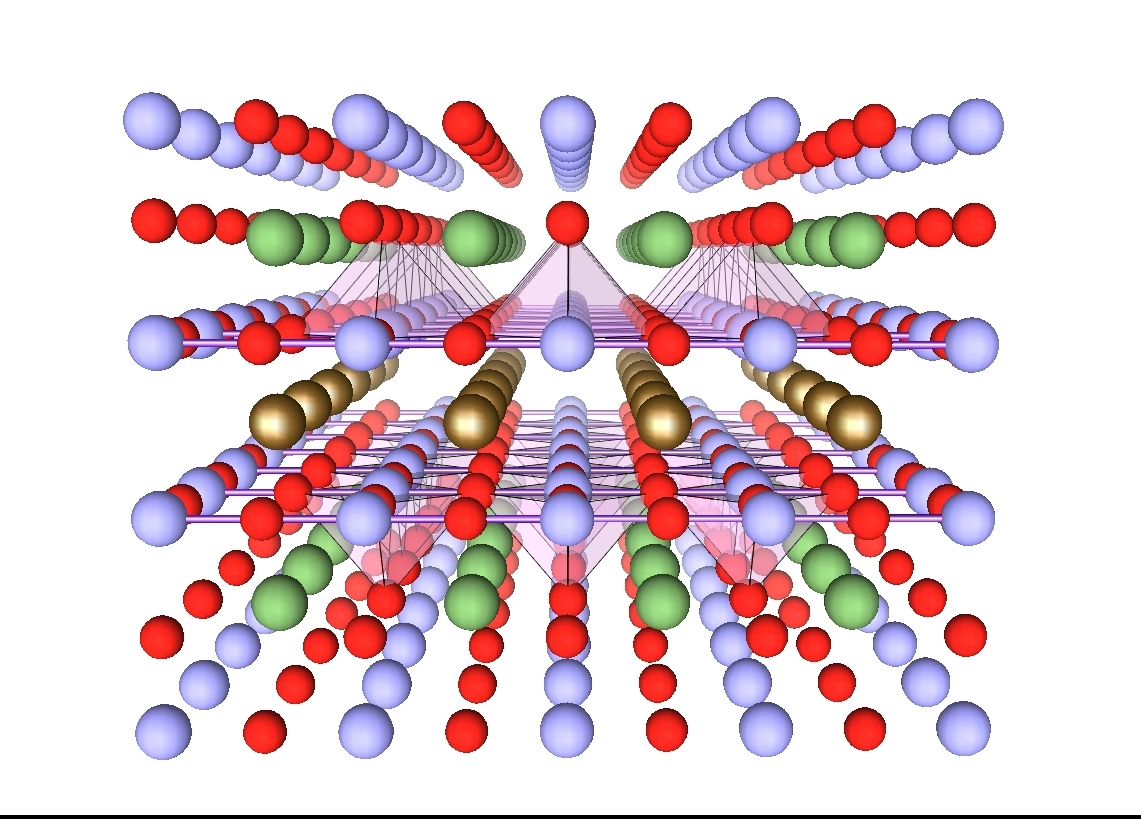
Estructura cristal·logràfica d'un cuprat YBa_2Cu_3O_7 (blau: tall, marróY, verd: Ba, vermell: O) que és un superconductor d'alta temperatura

Els cuprats són una classe de compostos que contenen àtoms de coure (Cu) en un anió. Es poden classificar a grans trets en dos tipus principals:
1. Cuprats inorgànics: aquests compostos tenen una fórmula general deXYCumOn. Alguns d'ells no són estequiomètrics. Molts d'aquests compostos són coneguts per les seves propietats superconductores. Un exemple de cuprat inorgànic és el tetraclorocuprat (II) o el tetraclorocuprat (II) ([CuCl4]2−), un complex de coordinació aniònic que presenta un àtom de coure en un estat d'oxidació de +2, envoltat de quatre ions clorur.

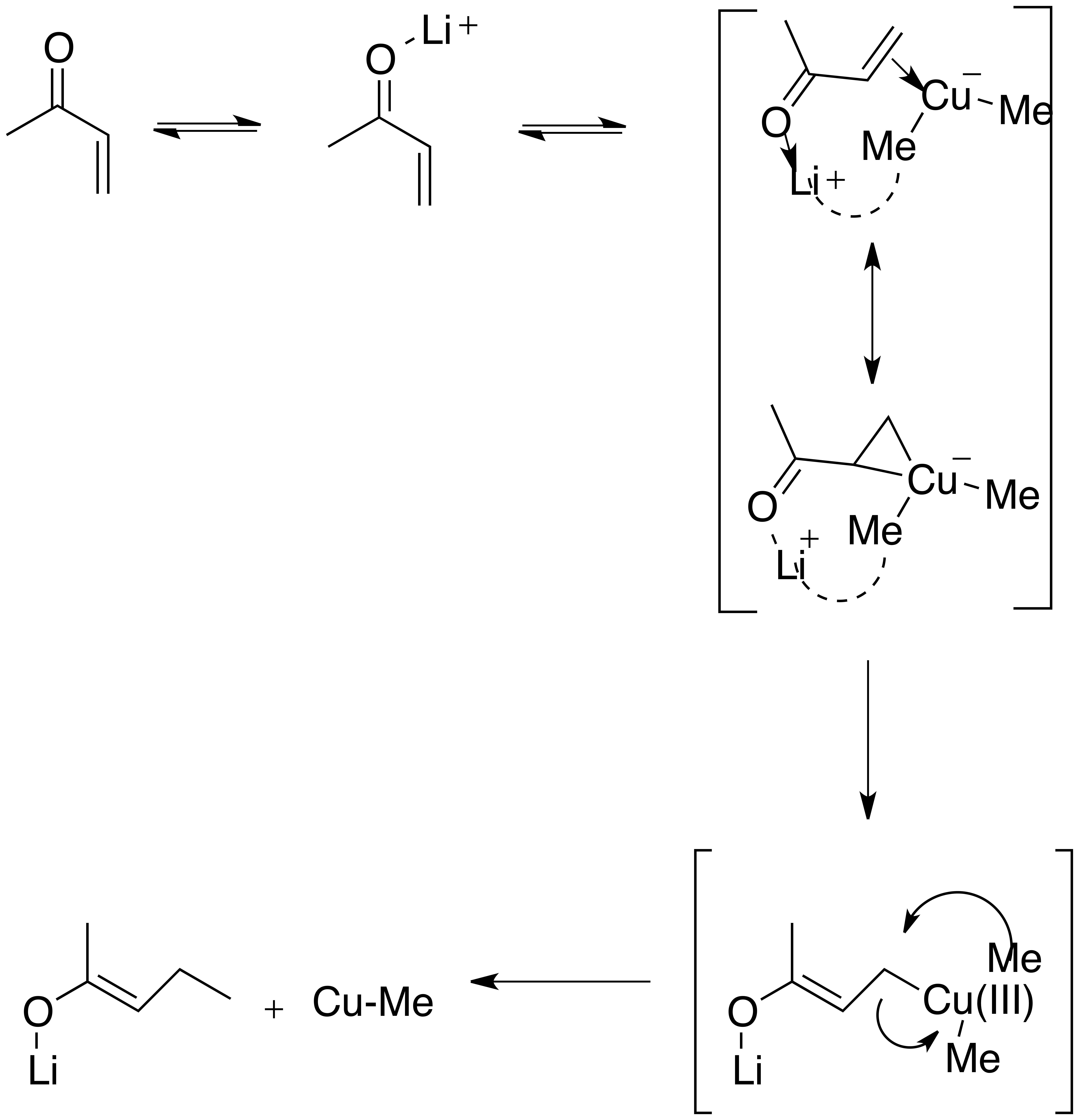
Via de reacció de l'addició de conjugat 1,4 d'organocuprat

2. Cuprats orgànics: són compostos organocobre, alguns dels quals tenen una fórmula general de[CuR2]−, on el coure es troba en un estat d'oxidació de +1, on almenys un dels grups R pot ser qualsevol grup orgànic. Aquests compostos, caracteritzats pel coure unit a grups orgànics, s'utilitzen freqüentment en la síntesi orgànica a causa de la seva reactivitat. Un exemple d'un cuprat orgànic és l'anió dimetilcuprat(I) [Cu(CH3)2]−.
Un dels cuprats més estudiats ésYBa2Cu3O7, un material superconductor d'alta temperatura. Aquest cuprat d'òxid ha estat objecte d'una àmplia investigació a causa de la seva capacitat per conduir l'electricitat sense resistència a temperatures relativament altes.
El terme 'cuprate' prové de 'cuprum', la paraula llatina per coure. S'utilitza principalment en el context de materials d'òxid, complexos de coordinació aniònica i compostos d'organocobre aniònics, reflectint els diversos papers del coure en la química. El terme s'utilitza principalment en tres contextos: materials d'òxid, complexos de coordinació aniònica i compostos organocoprídics aniònics.

## Cuprats d'òxid
Un dels cuprats basats en òxids més simples és el cuprat de potassi (III)KCuO2. Aquesta espècie es pot veure com laK+ sal del polianió[CuO−2]n. Com a tal, el material es classifica com a òxid de cuprat. Aquest sòlid diamagnètic blau fosc es produeix escalfant peròxid de potassi i òxid de coure (II) en una atmosfera d'oxigen:
K2O2 + 2 CuO → 2 KCuO2
Es coneixen altres cuprats (III) de metalls alcalins; a més, les estructures deKCuO2 (potassium cuprate(III)), RbCuO2 (rubidium cuprate(III)) i CsCuO2També s'han determinat (cuprat de cesi (III)).
El KCuO2 va ser descobert per primera vegada l'any 1952 per V. K. Wahl i W. Klemm, van sintetitzar aquest compost escalfant òxid de coure (II) i superòxid de potassi en una atmosfera d'oxigen.
2 KO2 + 2 CuO → KCuO2 + O2
També es pot sintetitzar escalfant superòxid de potassi i pols de coure:
KO2 + Cu → KCuO2